# Eupithecia fulvipennis
Eupithecia fulvipennis là một loài bướm đêm trong họ Geometridae.